# Médiation judiciaire
La médiation judiciaire est une médiation qui intervient sous l'égide d'un juge.
En droit anglais et matière pénale, elle relève de la décision du Procureur de la République. La médiation pénale fait l'objet d'un article spécifique. 
En matière civile, il s'agit de toutes les relations qui relèvent du droit des contrats - c’est-à-dire un domaine très étendu, où le recours à la médiation n'est pas encore souvent retenu choisi ou prescrit tant les mentalités sont encore aux rapports de force. On fait encore beaucoup plus appel à un tiers pour faire la guerre en son nom que pour rechercher la paix...

## Présentation générale
La médiation judiciaire peut être à l'initiative des parties ou sur proposition du juge, y compris en référé.
- Le médiateur n'a pas de pouvoir d'instruction. Pour les besoins de la médiation et avec l'accord des parties, il peut cependant entendre des tiers consentants.
- Le médiateur est tenu à l'obligation de secret à l'égard des tiers et du juge..
- La rémunération du médiateur est fixée par le juge et supportée par les parties qui doivent consigner les sommes nécessaires.
  - Les frais incombant à la partie bénéficiaire de l'aide juridictionnelle sont à la charge de l'État en application de l'article 22 de la loi no 95-125 du 8 février 1995.
- La durée de la médiation est fixée légalement à trois mois à compter de la première réunion plénière de médiation renouvelable une fois à la demande du médiateur (et donc des parties). Le juge peut mettre fin à la médiation à tout moment, à la demande de l'une des parties ou du médiateur, ou s'il estime que le bon déroulement de la médiation est compromis (Article 131-10 du code de procédure civile).

## Encadrement juridique

### En France
La médiation civile est une possibilité prévue par le législateur pour résoudre un différend. Les professionnels du droit sont tenus d'en informer leurs clients. En France, la médiation civile est prévue dans le Code de procédure civile, titre VI bis, article 131-1 à 131-15.
Les parties peuvent en faire un choix libre ou l'organiser sous l'égide d'un juge (i.c. celui des référés), lequel peut rendre une ordonnance de médiation s'il obtient l'accord des deux parties.
La médiation peut porter sur tout ou partie du litige, ce qui induit qu'un accord partiel peut être trouvé par les parties qui laisseraient une autre partie à la décision arbitrale du juge.
Il convient de bien souligner qu'en aucune manière une procédure au civil ne saurait être obligatoirement poursuivie. Les parties sont donc libres de se soustraire de commun accord à la décision du juge.
Le législateur a cependant prévu un délai pour la durée de la médiation. Cette contrainte vise à empêcher une partie de jouer la montre. La durée de la médiation est limitée à trois mois, renouvelable une fois, pour une même durée, à la demande du médiateur.

#### Le médiateur
La médiation peut être confiée à une personne physique ou à une association dont les personnes physiques exécutant les mesures de médiation doivent être soumises à l'agrément du juge.
1. º Ne pas avoir fait l'objet d'une condamnation, d'une incapacité ou d'une déchéance mentionnées sur le bulletin no 2 du casier judiciaire ;
2. º N'avoir pas été l'auteur de faits contraires à l'honneur, à la probité et aux bonnes mœurs ayant donné lieu à une sanction disciplinaire ou administrative de destitution, radiation, révocation, de retrait d'agrément ou d'autorisation ;
3. º Posséder, par l'exercice présent ou passé d'une activité, la qualification requise eu égard à la nature du litige ;
4. º Justifier, selon le cas, d'une formation ou d'une expérience adaptée à la pratique de la médiation ;
5. º Présenter les garanties d'indépendance nécessaires à l'exercice de la médiation.

Le médiateur ne dispose pas de pouvoirs d'instruction. Toutefois, il peut, avec l'accord des parties et pour les besoins de la médiation, entendre les tiers qui y consentent. Le médiateur ne peut être commis, au cours de la même instance, pour effectuer une mesure d'instruction.
Le médiateur est tenu à la confidentialité des débats. S'il a recueilli des déclarations, celles-ci ne peuvent être utilisées par les parties dans la suite de la procédure ou dans une autre instance ni le médiateur sollicité pour témoigner.

#### L'ordonnance du juge est le premier accord des parties
Une originalité en droit est ici la décision qui ordonne la médiation : elle vient en fait reprendre l'accord des parties pour la médiation et définir les modalités d'organisation de la médiation. Cette décision ressemble plus à un contrat multipartite, incluant les protagonistes du différend, le médiateur et le juge qu'à une décision contraignante, puisque les parties peuvent s'y soustraire à tout moment, quitte à déplaire au juge. Il s'agit d'une ordonnance... non contraignante, la seule probablement en droit français...
Cette ordonnance prévoit l'organisation. Elle :
- définit la mission, désigne le médiateur,
- mentionne la durée initiale de sa mission,
- indique la date à laquelle l'affaire sera rappelée à l'audience,
- fixe le montant de la provision à valoir sur la rémunération du médiateur à un niveau aussi proche que possible de la rémunération prévisible
- désigne la ou les parties qui consigneront la provision dans le délai imparti ; si plusieurs parties sont désignées, la décision indique dans quelle proportion chacune des parties devra consigner ; à défaut de consignation, la décision est caduque et l'instance se poursuit.

#### Mise en place
Dès le prononcé de la décision désignant le médiateur, le greffe de la juridiction en notifie copie par lettre simple aux parties et au médiateur.
Le médiateur fait connaître sans délai au juge son acceptation. Dès qu'il est informé par le greffe de la consignation, il convoque les parties.

#### Accord des parties
Si les parties parviennent à un accord, elles peuvent demander au juge de l'homologuer. L'homologation relève de la matière gracieuse.

#### Fin de la médiation
Le texte prévoit que la fin de la médiation est laissée à l'appréciation des parties, du médiateur et du juge. Il suffit que l'un le veuille et la médiation s'arrête.
La décision ordonnant ou renouvelant la médiation ou y mettant fin n'est pas susceptible d'appel.
À l'expiration de sa mission, le médiateur informe par écrit le juge de ce que les parties sont ou non parvenues à un accord. Le juge fixe la rémunération du médiateur. La charge des frais de la médiation est répartie conformément aux dispositions de l'article 22 de la loi no 95-125 du 8 février 1995 relative à l'organisation des juridictions et à la procédure civile, pénale et administrative.
Le juge autorise le médiateur à se faire remettre, jusqu'à due concurrence, les sommes consignées au greffe. Il ordonne, s'il y a lieu, le versement de sommes complémentaires en indiquant la ou les parties qui en ont la charge, ou la restitution des sommes consignées en excédent.
Un titre exécutoire est délivré au médiateur, sur sa demande.

#### Textes du Code de Procédure Civile en France
- Art. 21. à Art. 26. - loi no 95-125 du 8 février 1995.
- Titre VI bis Art. 131-1. à Art. 131-15 - décret no 96-652 du 22 juillet 1996.

## Autres liens externes
- (fr) CPC sur legifrance
- (fr) site du Sénat
- (fr) conditions officielles pour être médiateur judiciaire en France